# All the Colours of the World Are Between Black and White
All the Colours of the World Are Between Black and White je nigerijský dramatický film z roku 2023, který režíroval Babatunde Apalowo. Film měl světovou premiéru 17. února 2023 na Berlinale.

## Děj
V Lagosu se potkají Bambino a Bawa. Postupně se meze nimi vyvine milenecký vztah. Vzhledem k tomu, že tamní společnost má proti homosexualitě předsudky, musejí Bambino a Bawa ustoupit tlaku společenských norem.

## Obsazení
| Tope Tedela    | Bambino  |
| Riyo David     | Bawa     |
| Martha Ehinome | Ifeyinwa |
| Uche Elumelu   | matka    |
| Floyd Anekwe   | šéf      |

## Ocenění
Na Berlinale byl film nominován na diváckou cenu Panorama a získal zde cenu Teddy Award v kategorii hraný film.